# André Lacaze (rugby, 1920-2013)
Pour les articles homonymes, voir André Lacaze et Lacaze.
Pas d'image ? Cliquez ici

a Compétitions nationales et continentales officielles uniquement.

André Lacaze, né le 9 mai 1920 à Béziers (Hérault) et mort le 6 juillet 2013 à Narbonne (Aude), est un joueur français de rugby à XV et de rugby à XIII évoluant au poste d'ailier dans les années 1930.
Il commence par pratiquer le rugby à XV et dispute le Championnat de France sous les couleurs de l'A.S. Béziers. En 1938, à tout juste dix-huit, il change de code de rugby et signe au S.A. Villeneuve en rugby à XIII. Il dispute avec celui-ci la finale en 1939. La Seconde Guerre mondiale interrompt sa carrière.
Après la guerre, il renoue avec le rugby mais à XV et s'engage au R.C. Narbonne,.

## Palmarès

### Rugby à XV

#### Statistiques en club
| Saison    | Saison       | Championnat           | Championnat    | Coupe                    | Coupe        |
| Saison    | Saison       | Comp.                 | Class.         | Comp.                    | Class.       |
| --------- | ------------ | --------------------- | -------------- | ------------------------ | ------------ |
| 1937-1938 | A.S. Béziers | Championnat de France | Poules de cinq | Challenge Yves du Manoir | 9e (poule B) |

### Rugby à XIII
- Collectif :
  - Finaliste du Championnat de France : 1939 (Villeneuve).

#### Statistiques en club
| Saison  | Saison        | Championnat           | Championnat | Coupe           | Coupe      |
| Saison  | Saison        | Comp.                 | Class.      | Comp.           | Class.     |
| ------- | ------------- | --------------------- | ----------- | --------------- | ---------- |
| 1938-39 | SA Villeneuve | Championnat de France | Finaliste   | Coupe de France | 1/4 finale |
| 1939-40 | SA Villeneuve | Championnat de France | 1/2 finale  | Coupe de France | Annulé     |